# Blanje
Blanje is een plaats in de gemeente Viljevo in de Kroatische provincie Osijek-Baranja. De plaats telt 69 inwoners (2001).